# Râle étoilé
Laterallus notatus
Espèce
Répartition géographique
Statut de conservation UICN

 LC  : Préoccupation mineure
Le Râle étoilé (Laterallus notatus) est une espèce d'oiseaux de la famille des Rallidae.

## Répartition
Cet oiseau vit en Argentine, en Bolivie, au Brésil, en Colombie, sur les Malouines, au Guyana, au Paraguay, en Uruguay et au Venezuela.